# 甲马

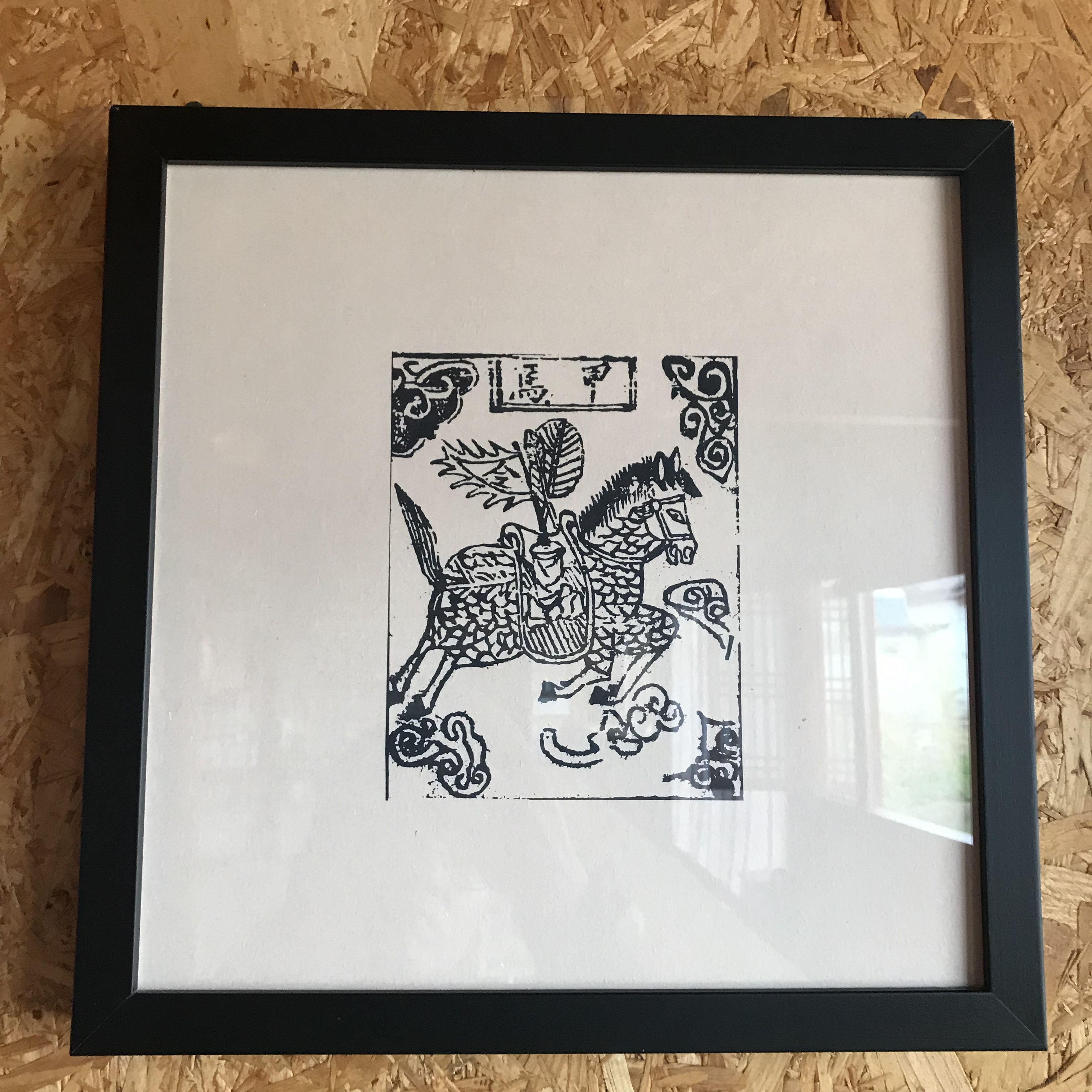

甲马是一种用于祭祀焚烧的白族民间木刻版画。也被称作甲马子、纸马。刻工粗糙简洁，构图涣散。人物衣着多来自当地群众。品类达80餘种。多使用白色纸张，黑色油墨印刷，也有用红色、绿色、黄色纸张印刷。而今，甲马是民间民俗文化遗产，已列入中国民间文化遗产抢救工程。
内容多為对自然界的崇拜，如山林草木之神、树神、路神、火神、本方飞龙娘之神、岩神等。也有日常生活现象的偶像，如口舌是非之神、殃神、瘟思众圣等。還有三姑老太之神、十八坛神、先祖之神等本主崇拜。